# Pierre Duprat
Pierre Duprat (Agen, 26 de noviembre de 1989) es un deportista francés que compitió en judo.
En los Juegos Europeos de Bakú 2015 consiguió una medalla de oro en la prueba por equipo. Ganó una medalla de bronce en el Campeonato Europeo de Judo de 2013, en la categoría de –73 kg.

## Palmarés internacional
| Juegos Europeos    | Juegos Europeos    | Juegos Europeos   | Juegos Europeos |
| Año                | Lugar              | Medalla           | Categoría       |
| ------------------ | ------------------ | ----------------- | --------------- |
| 2015               | Bakú (Azerbaiyán)  | Medalla de oro    | Equipo          |
| Campeonato Europeo |                    |                   |                 |
| Año                | Lugar              | Medalla           | Categoría       |
| 2013               | Budapest (Hungría) | Medalla de bronce | –73 kg          |